# アルトゥーロ・リッカルディ

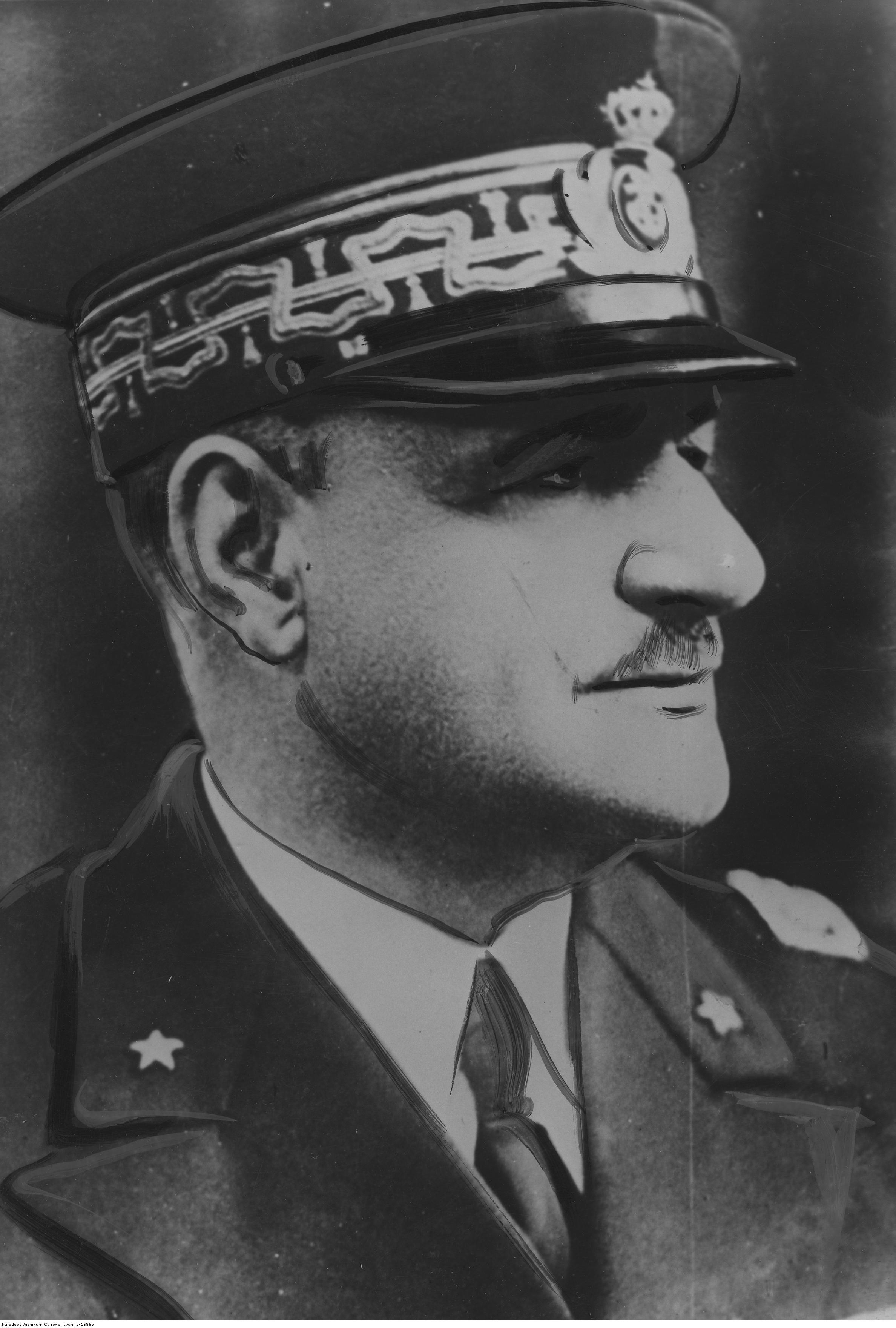
アルトゥーロ・リッカルディ(1940年)

アルトゥーロ・リッカルディ (Arturo Riccardi、1878年10月30日 - 1966年12月26日) はイタリアの海軍軍人。ファシズム体制崩壊後に海軍参謀長を辞任。ラッファエレ・ド・クールテン海軍大将に職を明け渡す。